# Villa Beatrice d'Este

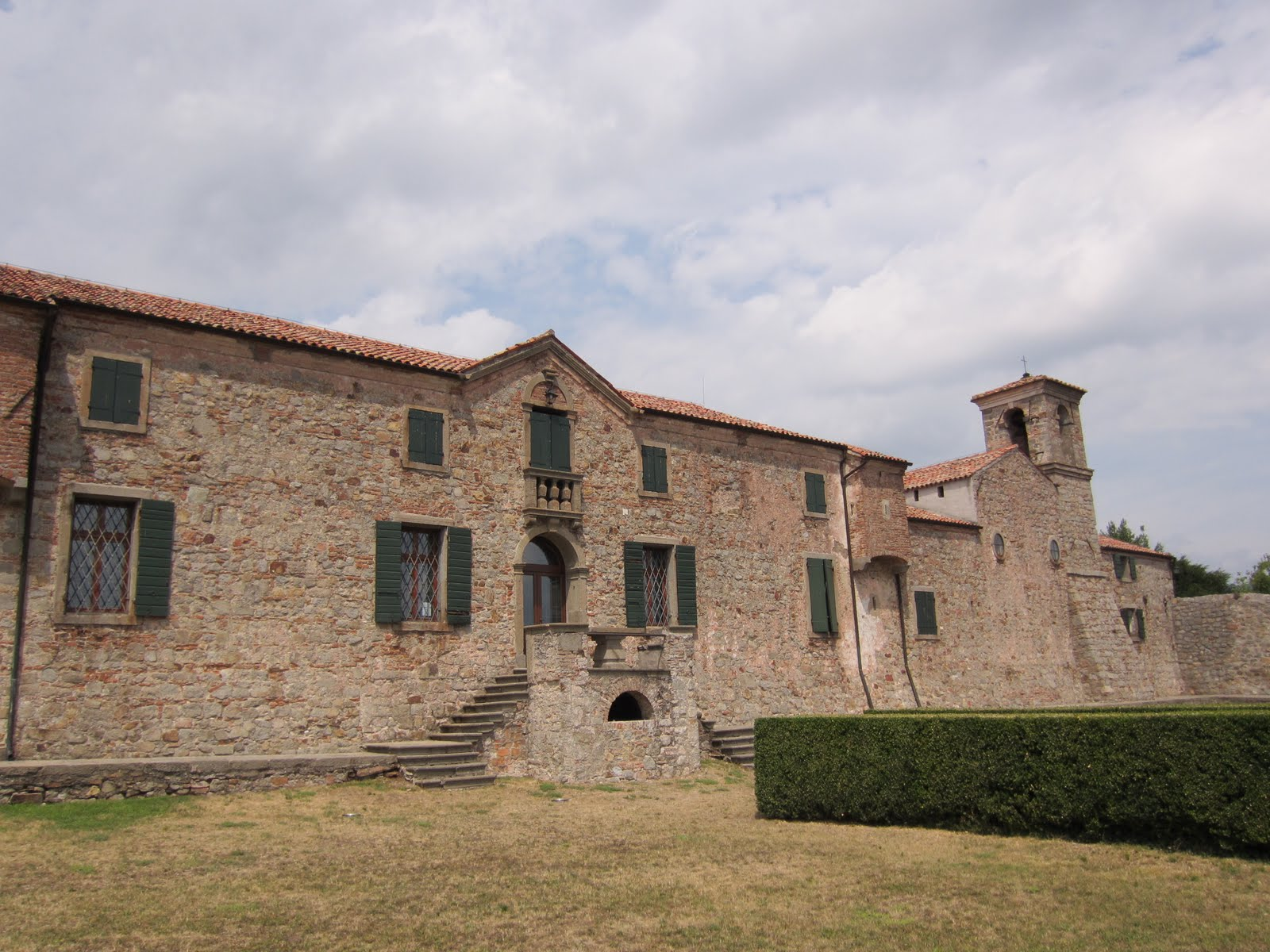
Villa Beatrice d'Este op de berg Gemola, provincie Padua.

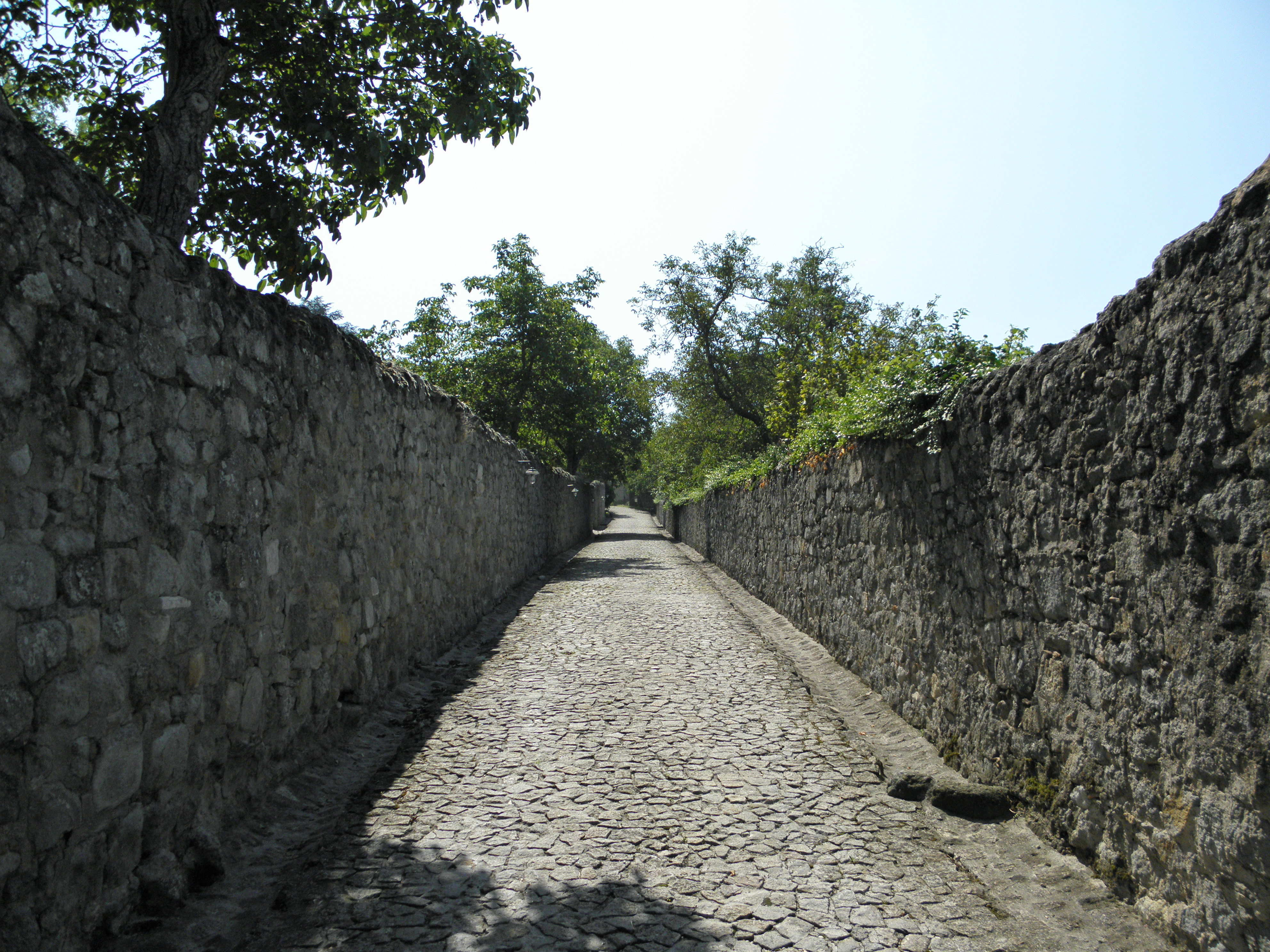
Toegangsweg

De Villa Beatrice d'Este is een Venetiaanse 17e-eeuwse villa in de Euganische Heuvels nabij de Noord-Italiaanse stad Padua. Het is gelegen in de gemeente Baone, te situeren op de zuidflank van de Euganische Heuvels, op de berg geheten Gemola. Voor gemotoriseerd verkeer is de toegang enkel mogelijk vanuit de buurgemeente Cinto Euganeo.
De Villa Beatrice d'Este is een natuurhistorisch museum van de provincie Padua.

## Naam
De naam komt van de zalige Beatrix d'Este, stichteres van een klooster op deze plek.

## Historiek
Reeds in de middeleeuwen was deze plek op de berg Gemola bewoond door enkele heremieten. 
De berg was verlaten toen Beatrix d'Este er een klooster stichtte in de leegstaande gebouwen (1221). Adellijke vrouwen traden toe tot het klooster, dat dankzij het fortuin van Beatrix d’Este opgeknapt werd. Zij stierf er in het jaar 1226. De gemeenschap bleef er bestaan tot de jaren 1500. In 1578 verlieten de laatste kloosterzusters het vervallen pand.
In de jaren 1600 kocht een handelaar uit Venetië de ruïne met het domein. Hij richtte er een landhuis in. In de loop van de 19e en 20e eeuw werd het landgoed in fasen uitgebouwd ten dienste van de land- en tuinbouw op het domein. Dit betekende dat het oude kloosterkerkhof en enkele kloostergebouwen moesten verdwijnen. 
In 1972 kocht de provincie Padua het domein op. De provincie deed dit met haar consortium ‘Colli Eugenai’ dat meerdere projecten in de Euganische Heuvels beheert. Na restauratie opende een natuurhistorisch museum de deuren. Het toont met name de geologische geschiedenis van de Euganische Heuvels.